# Maratus harrisi
Maratus harrisi é uma aranha da espécie do gênero Maratus', um membro australiano da família da aranha Salticidae. Foi descrito em 2011 e é nativo do Território da Capital Australiana.

## Descobrimento
Foi descoberta em 2008 por Stuart Harris, que publicou a foto dessa aranha que seria, sem ele saber, uma nova espécie, até o Dr. Jungle Otto, mundialmente renomado especialista em aranhas, ver a foto, e convencido que a aranha é uma nova espécie, mandou Stuart procurá-la. Assim Stuart começou uma busca que duraria até 2011, e conseguiu achá-la e capturá-la, e foi ela estudada por Otto e foi declarada uma nova espécie.

## Nome
O nome da espécie foi em homenagem a o seu descobridor, Stuart Harris (Harris: harrisi).

## Características
A espécie tem o tamanho de 4 milímetros, seu abdômen tem a cores azul e vermelho, é muito difícil ser encontrada, nativa da Austrália.